# カヲルとゆいのいっかいやらして
『カヲルとゆいのいっかいやらして』は、私屋カヲルによる日本のルポ漫画。『コミックGOTTA』（小学館）にて2000年2月号から2001年3月号まで連載された。

## 概要
- 漫画家私屋カヲルが担当の油井と共に様々なスポットを訪れ体当たり企画にチャレンジする。作者にとって唯一の少年誌連載作品であり下ネタも多い。
  - 下ネタが多いのは、かつて少女雑誌の編集者に「下ネタはNG」と言われた反動（元々、下ネタ好きだったわけではないらしい・単行本あとがきより）と、中学生にウケるネタを相談した際に油井が「僕は（中学生の頃に一番興味があったのは）女でした」と発言した（第1話）のがきっかけらしい。
- あまり人気は得られず14回で終了となるが、掲載誌自体が1年半・全18号で休刊となったため、『GOTTA』の短期連載以外の連載で打ち切りとならなかった唯一の作品である。
- 第一回から伏線を張っていた包茎手術のルポは結局本編に取り上げられることは無かったが、後に『青春ビンタ!』に取材のネタが流用された。

ガッタコミックスの後書きによれば、本作の執筆前に私屋カヲルが別冊少女コミックにおいて『13日のはてなさま』を執筆していたところ、同作が雑誌リニューアルによって連載が終了。その後、同作を読んでいたコミックGOTTA誌編集部から「ああいう漫画をうちでやりませんか」と声をかけられたところ、私屋カヲルは「少年誌なら下ネタを描ける」とこれを承諾し連載が決定したという。尚、取材を元にしたルポ漫画である点や、取材対象のリクエストは私屋からの提案であったという。

## 収録作品
（）内はテーマの体験内容。
1. 気分は飛び降り自殺。（マザー牧場内バンジージャンプ）
2. 初めてのラブホ （ラブホテル）
3. お尻に卵はありますか?（保健所・目黒寄生虫館）
4. 船釣りで胃液リリース。（海釣り）
5. 豚の金玉を喰う女。（スタミナ料理）
6. 私っていくら?（ネットオークション）
7. 海釣りで爆釣!!（海釣り公園内 陸釣り）
8. 世界一カタいチンコとは… （陶芸教室）
9. 馬に乗る。（乗馬体験）
10. ウンコロネ♪チンコロネ♪（パン作り）
11. 縁日の王様!（縁日）
12. 見るだけで痛い…（刑事博物館）
13. 熱くてうまいちんセージ。（ソーセージ作り）
14. 珍宝館体験。（珍宝館）

## 出演
私屋カヲル
作者。初の少年誌連載と言う事で初回から下ネタを希望するなど暴走していた。基本的にボケ役であるがツッコミに回る事もある。
油井卓也
担当の編集者。私屋の行動に振り回される事が多いが、たまに自分から変な行動を起こす場合もある。クラシック好き。仙台第二高校時代に200メートル走の宮城県高校記録を作ったことがあるスポーツマン。
松井
元担当。創刊前に私屋に連載を打診した張本人だが、連載開始直前に油井に任せて担当を降りる。海釣りのロケに参加。
春風邪三太
漫画家。同誌で『シーモン?』を連載していた。陸釣りのロケに参加。海釣りにも参加予定だったが仕事の都合でキャンセルした。
マスエ
春風邪の担当の編集者。
T川
某出版社の担当。私屋が冗談で発言した包茎手術ロケを承諾し驚かせる（描く予定だったらしいが、編集部の方針と雑誌の休刊により実現しなかった）。

## 単行本
全1巻 ISBN 4-09-158831-X